# SN 2011S
SN 2011S – supernowa typu IIn odkryta 14 stycznia 2011 roku w galaktyce A091354-1700. W momencie odkrycia miała maksymalną jasność 17,60m.